# مسييه 95

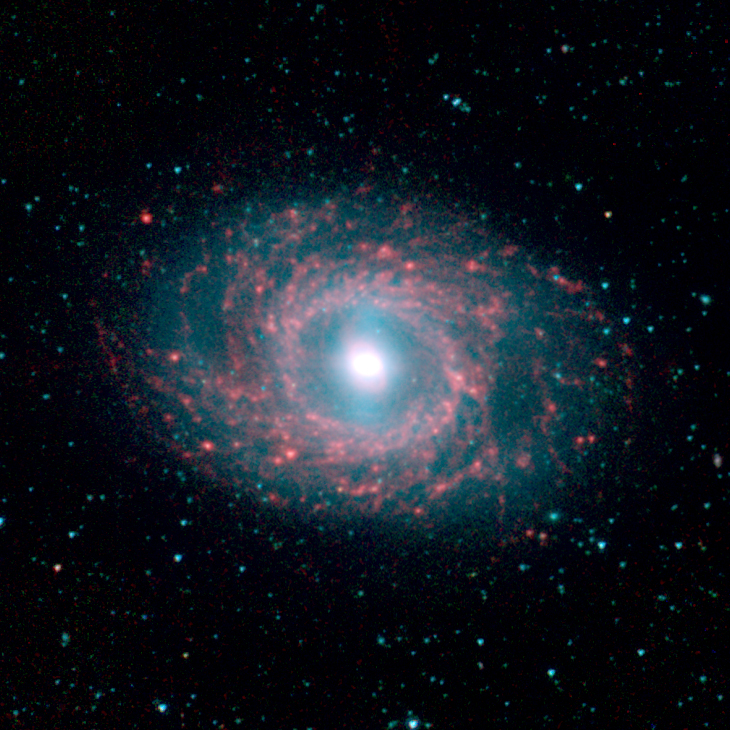
مجرة مسييه 95.

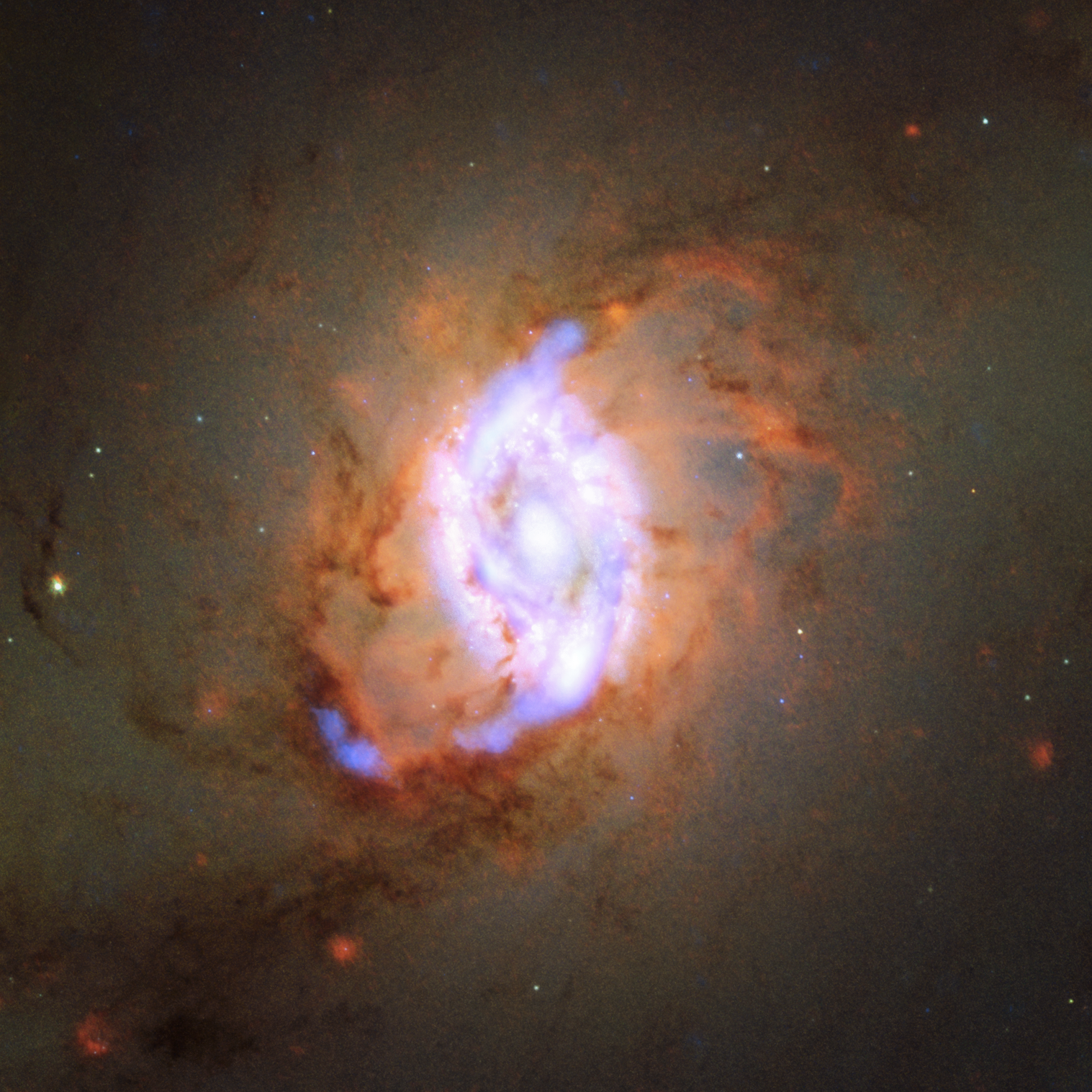
مسييه 95

م95 أو مسييه 95 أو إن جي سي 3351 هي مجرة حلزونية قضيبية تقع على بعد 38 مليون سنة ضوئية تقريباً في كوكبة الأسد. اكتشفها العالم بيير ميشان في عام 1781 وبعدها بأربعة أيام وضعها شارل مسييه في فهرسه. يبلغ قدرها الظاهري 11,4. نواة المجرة على شكل خاتم، وتُحيط بها مناطق ولادة نجوم يبلغ قطرها تقريباً 2000 سنة ضوئية (600 فرسخ فلكي). وهي جزء من مجموعة مجرات مسييه 96 وهي تحتوي على على ما يقارب عشرين مجرة أخرى، وتتضمن المجموعة من فهرس مسييه مجرتي م96 وم105.

## وصلات خارجية
- SEDS: المجرة الحلزونية م95
- الصورة الفلكية اليومية: م95 في 2007/3/14